# Fanfare St. Martinus Urmond
Fanfare Sint Martinus Urmond is een fanfareorkest uit Urmond, nu deelgemeente van Stein, dat op 6 december 1906 opgericht werd.

## Geschiedenis
45 Urmondenaren richtten in 1906 de fanfare Sint Martinus op. Het eerste reglement werd op 24 januari 1907 getekend en daarmee ging de uit de overblijfselen van het Sint Gregoriuskoor opgerichte fanfare van start. De eerste dirigenten waren Gerard Bergevoet, Harie Janssen en Louis Cosemans. Al spoedig groeide de taal van actieve leden.
Cosemans bleef rond 12 jaar in deze functie en wisselde in 1933 de positie met Mathieu Janssen. In 1931 kreeg de vereniging een nieuw vaandel, dat van de zusters Franciscanessen "Missionarissen van Maria" gemaakt was. Tjeu Janssen stond 35 jaar voor deze club. Onder leiding van Mathieu Janssen promoveerde de fanfare in 1948 bij het federatieve concours in Aalsmeer naar de superieure afdeling van de Federatie van Katholieke Muziekbonden in Nederland (FKM). In 1956 was de vereniging aan volledig uniformen toe.
Een hoogtepunt in het bestaan van Sint Martinus is ongetwijfeld de verwezenlijking van haar eigen zaal. In november 1965 werd de zaal door burgemeester J.L.J.M. Coenders geopend. Het gebouw is voornamelijk tot stand gekomen door hard werken van bestuur en leden. In 1961 behaalde Janssen met zijn Sint Martinus in Leiden het landskampioenschap van de FKM. Maar ook de uitvoeringen van Divertimento Festivo en Images d’Eté tijdens het Holland Festival in Scheveningen in 1962 baarden opzien.
Mathieu Janssen werd opgevolgd in 1968 door August Thissen uit Grevenbicht. Eveneens in 1968 werd een "gemengde" drumband opgericht. De nieuwe drumband komt onder de bekwame leiding van Willy Smits uit Obbicht te staan. In 1974 werd er een heel radioconcert door de fanfare verzorgd. August Thissen sleepte in 1976 in Kerkrade de tweede "oranje wimpel" (Landskampioen van de FKM in de sectie fanfare) met het fanfarekorps Sint Martinus binnen.
August Thissen werd in 1987 opgevolgd door Maurice Hamers. Op 16 juli 1989 neemt de fanfare, die toen 67 leden telt, voor de eerste keer deel aan het (11e) Wereld Muziek Concours (WMC) te Kerkrade. In de concertafdeling behaald zij 339 punten en werd vice-wereldkampioen in de sectie fanfare. Tijdens het concert werd er een werk van de Engelse componist Philip Sparke The Sunken Village uitgevoerd, dat door de fanfare in opdracht gegeven was en betrekking tot Urmond heeft.
Aan het 12e WMC in Kerkrade neemt de fanfare op 17 juli 1993 deel. Dit keer behaalden zij 346 1/2 punten en werden onder leiding van Maurice Hamers wederom vice-wereldkampioen in de sectie fanfare. In 1997 werd Maurice Hamers als dirigent opgevolgd van Rob van der Zee. In 1998 behaalde de fanfare Sint Martinus tijdens het bondsconcours te Venlo in de Concertafdeling het landskampioenschap en de Gouden Wimpel van de FKM. Het optreden tijdens het concours in 2003 in de Superieure afdeling werd beloond met een eerste prijs met lof der jury.
Sinds maart 2005 staat de fanfare onder leiding van Maurice Daemen.

## Tegenwoordig
De muziekvereniging beschikt over een drumband en het fanfareorkest.

## Dirigenten
- ????-1918 Gerard Bergevoet
- 1918-1921 Harie Janssen
- 1921-1933 Louis Cosemans
- 1933-1968 Mathieu Janssen
- 1968-1987 August Thissen
- 1987-1997 Maurice Hamers
- 1997-2005 Rob van der Zee
- 2005-2019 Maurice Daemen
- 2019-heden Jac Sniekers